# カルディオバクテリウム属
カルディオバクテリウム属(カルジオバクテリウム属)はカルディオバクテリウム科の基準属でグラム陰性非芽胞形成非運動性の桿菌。一般に嫌気性であるが好気性の種も含む。基準種はカルディオバクテリウム・ホミニス。名称は心臓の微生物を意味する。GC含量は59から60。
動物でみられ心内膜炎を引き起こすことがあり、病原菌となりうる。カタラーゼ陰性、オキシダーゼ陽性、ウレアーゼ陰性。糖代謝時にガスを発生しない。ブドウ糖、果糖、蔗糖、マンノース、ソルビトールを利用し、チオグリコレート培地で増殖する。